# Cín (slitina)

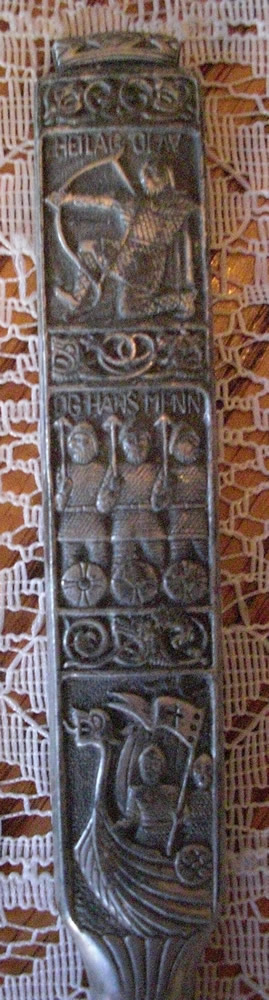
Rukojeť cínové vidličky z Norska.

Pojem cín se v češtině používá jak pro samotný kovový prvek, tak pro tvárné kovové slitiny s vysokým obsahem cínu (80–99 %). V angličtině a dalších jazycích se pro tyto slitiny používá pojem pewter. Hlavními přísadami, které zvyšují pevnost, jsou antimon (přibližně 5–10 %) a měď (2 %), v minulosti se používalo i olovo (až 20 %). Kromě toho obvykle obsahuje bismut a někdy i stříbro. Olovo dodává výrobkům namodralý odstín. Cínové slitiny mají nízký bod tání, v závislosti na konkrétním obsahu přísad se pohybuje kolem 170 až 230 °C. Přísady mimo jiné zvyšují odolnost proti cínovému moru.
Cínové slitiny jsou snadno opracovatelné tepáním, soustružením a rytím, v některých případech kovotlačitelskou technikou.

## Historie
Cín byl na Blízkém východě používán od začátku doby bronzové. Nejstarší známý cínový výrobek byl nalezen v egyptské hrobce z doby kolem roku 1450 př. n. l., ale je nepravděpodobné, že by šlo o první použití materiálu. Cín byl používán ve starověku Egypťany a později Římany pro ozdobné kovové předměty a nádobí. V Evropě se jeho využití rozšířilo ve středověku, byl hlavním materiálem pro výrobu talířů, pohárů a misek. Rozvoj masové výroby nádobí z keramiky, porcelánu a skla v 18. a 19. století téměř zcela nahradil cín v každodenním životě. V současnosti je cínové nádobí používáno spíše pro dekorační účely.
Nejznámějšími cínovými výrobky z konce 17. a 18. století jsou poháry a korbele. Cín se však používal na řadu jiných předmětů, jako jsou talíře, misky, mísy, lžíce, odměrky, džbány, liturgické kalichy, čajové konvice, cukřenky a další. Změna módy na počátku 19. století způsobila pokles v používání cínového nádobí. Zároveň se však zvýšila výroba cínových čajových souprav, lamp na velrybí olej, svícnů a dalších výrobků dekorativního charakteru. Později se slitiny cínu začaly používat jako základní materiál pro postříbřené předměty.
Na konci 19. století se cínové výrobky opět staly módními. Byly vyráběny nové repliky středověkých cínových předmětů, které sloužily jako dekorace, někdy v celých sbírkách. Dnes se cínové slitiny používají pro dekorativní předměty, především sběratelské sošky a figurky, cínové vojáčky, herní kameny/figury, modely (např. letadel), mince a jejich repliky, přívěsky, pokovené šperky a podobně. Některé sportovní soutěže, např. Mistrovství Spojených států v krasobruslení, udělují cínové medaile za čtvrté místo.

## Druhy cínových slitin
Ve starověku byl cín legován olovem, případně mědí. Starší cínové slitiny s vyšším obsahem olova jsou těžší, rychleji ztrácí lesk a oxidací získávají tmavší, stříbrošedou barvu. Pro předměty, které přijdou do kontaktu s lidským tělem (nádobí a šperky) se kvůli toxicitě olova již nepoužívají. Moderní cínové slitiny pro toto použití jsou zcela bez olova. Pro jiné účely se však nadále olovnatý cín používá. 
Obsah legujících prvků zpočátku nebyl standardizován, teprve ve středověku se ustálil na 10 % olova, pro některé výrobky až 20 % olova.
Tzv. anglický cín je slitina, jejíž složení se v průběhu času měnilo. V 16. století byly standardizovány tři úrovně kvality: nejkvalitnější slitina byla legována pouze mědí v množství kolem 1 %, používala se na talíře a příbory, méně kvalitní obsahovala navíc asi 4 % olova, používala se na duté nádoby; pro výrobky, které nepřicházely do styku s potravinami a nápoji byla určena nejméně kvalitní slitina s obsahem 15 % olova. S malými obměnami se tyto slitiny používaly až do 20. století. V současnosti je složení anglického cínu dáno normou, může se měnit v určitém rozsahu, typické složení je 91 % cínu, 7,5 % antimonu a 1,5 % mědi, nesmí však obsahovat olovo.
V 16. století vytvořili britští cínaři tzv. královnin kov - slitinu cínu, olova, antimonu a bismutu v poměru 9:1:1:1, která byla zpočátku používána pouze pro výrobky určené pro královský dvůr.
Britannium (anglicky Britannia metal, Britannia ware) je slitina vyvinutá na konci 18. století. Obsahuje kromě cínu antimon a měď, jejichž množství se může měnit v poměrně širokém rozmezí. Typické složení je 92 % cínu, 6 % antimonu a 2 % mědi. Na rozdíl od ostatních cínových slitin je velmi tvárná, obvykle se zpracovává kovotlačitelsky na výrobky rotačních tvarů nebo kovotepecky.
Typická evropská slitina pro lití obsahuje 94 % cínu, 1 % mědi a 5 % antimonu.
Evropský cínový plech obsahuje 92 % cínu, 2 % mědi a 6 % antimonu, složením tedy odpovídá britanniu.
Asijský cín, produkovaný většinou v Malajsii, Singapuru a Thajsku, obsahuje vyšší podíl cínu, obvykle 97,5 %, 1 % mědi a 1,5 % antimonu, je proto měkčí.
Takzvaný mexický cín je libovolná slitina hliníku používaná pro dekorativní předměty. 
Cínové slitiny se také používají k imitaci platiny v bižuterii.